# 南希·邓克尔
南希·邓克尔（英語：Nancy Dunkle，1955年1月10日—），美国女子篮球运动员。她曾代表美国国家队参加1976年夏季奥林匹克运动会篮球比赛，获得一枚银牌。她于2000年进入女子篮球名人堂。